# Centella rupestris
Centella rupestris là một loài thực vật có hoa trong họ Hoa tán. Loài này được (Eckl. & Zeyh.) Adamson mô tả khoa học đầu tiên năm 1949.